# لوکا بادوئر
لوکا بادوئر (ایتالیایی: Luca Badoer؛ زادهٔ ۲۵ ژانویهٔ ۱۹۷۱ در مونته‌بلونا) رانندهٔ سابق مسابقات اتومبیل‌رانی فرمول یک اهل ایتالیا است که در فصل‌های ۱۹۹۳، ۱۹۹۵ تا ۱۹۹۶، ۱۹۹۹ و ۲۰۰۹ در مجموع در ۵۸ گراند پری شرکت کرد، اما موفق به کسب هیچ امتیازی نشد.